# Khndzristan
Khndzristan (in armeno Խնձրիստան ?) o Almaly (in azero Almalı) è una comunità rurale del distretto di Xocalı in Azerbaigian, facente parte fino al 2023 della regione di Askeran nella repubblica di Artsakh (fino al 2017 denominata repubblica del Nagorno Karabakh).
Conta poco più di ottocento abitanti e sorge in zona collinare prossima alla statale che collega la capitale Step'anakert a Martakert.
Nell'estate 2014 Khndzristan è stato al centro di un'iniziativa organizzata da alcune associazioni non governative per la creazione di un modello di ecovillaggio nell'Artsakh.